# Carangoides ciliarius
Carangoides ciliarius és un peix teleosti de la família dels caràngids i de l'ordre dels perciformes.

## Morfologia
Pot arribar als 61 cm de llargària total.

## Distribució geogràfica
Es troba a les costes de l'oceà Índic: al Mar Roig i a les Seychelles.